# Баньяско

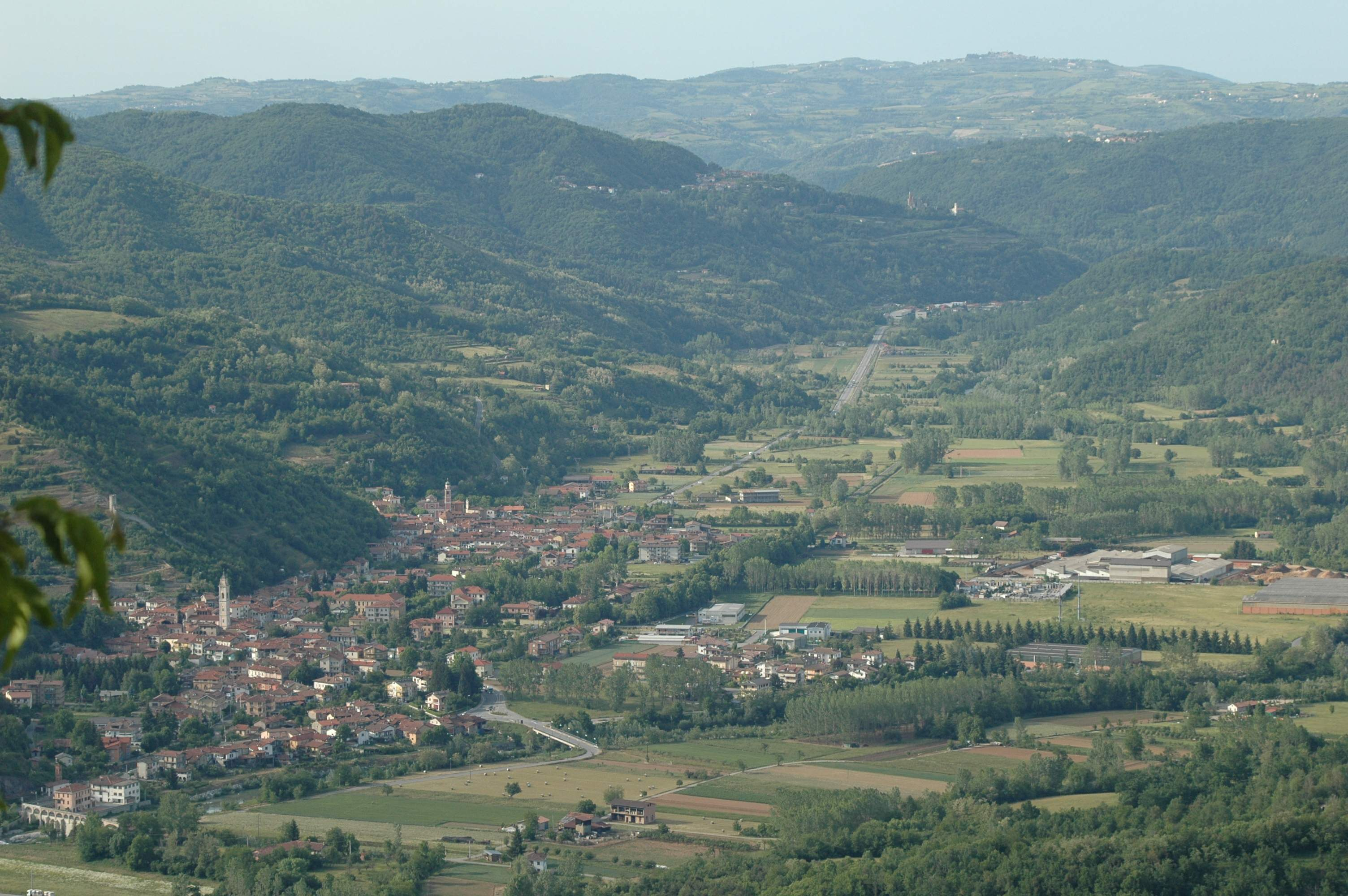
Вид на Баньяско з капели Святої Юлії (Джулії)

Баньяско (італ. Bagnasco, п'єм. Bagnasch) — муніципалітет в Італії, у регіоні П'ємонт,  провінція Кунео.
Баньяско розташоване на відстані близько 450 км на північний захід від Рима, 90 км на південь від Турина, 45 км на схід від Кунео.
Населення — 1043 особи (2014).
Покровитель — Madonna del Rosario.

## Демографія
Населення за роками:

Станом на 1 січня 2023 року в муніципалітеті офіційно проживав 131 іноземець з 13 країн, серед них 62 громадяни країн Євросоюзу та 3 громадяни України.

## Сусідні муніципалітети
- Баттіфолло
- Каліццано
- Лізіо
- Массіміно
- Нучетто
- Перло
- Пріола
- Віола